# Cristóbal de Acuña
Cristóbal de Acuña (Burgos, 1597 – Lima, 1670) foi um padre jesuíta espanhol.
Escreveu em 1641, a obra intitulada "Nuevo Descubrimento Del Gran Río de Las Amazonas" que fornece detalhes preciosos sobre a viagem de Pedro Teixeira ao rio Amazonas. A obra teve a sua primeira edição publicada em Madrid, pela Imprensa del Reyno.